# Рітбергер (стрибок)
Рі́тбергер (англ. loop) — один з реберних стрибків у фігурному катанні.

## Техніка виконання
Стрибок виконується після ковзання назад на зовнішньому ребрі ковзана. Відрив від льоду відбувається за рахунок збільшення відцентрової сили внаслідок зменшення радіусу дуги поштовху. Вільною ногою виконується мах вгору-назад. Приземлення здійснюється на зовнішнє ребро тієї ж ноги, з якої виконувався поштовх у ковзанні назад.

## Історія
Цей стрибок отримав назву на честь німецького фігуриста Вернера Ріттбергера, який виконав його вперше у 1910 році.
Однак рітбергером стрибок зветься лише в Німеччині та країнах Центральної і Східної Європи, включаючи Україну. У решті європейських та інших світу країн стрибок традиційно називається місцевим відповідником слова «петля» — тому в англомовних країнах (США, Канада, Велика Британія тощо) стрибок має назву луп (англ. loop), а у франкомовних (Франція, Канада, Швейцарія) поширена назва букль (фр. boucle).
Вперше потрійний рітбергер виконав на VI Зимовій Олімпіаді (Осло, 1952) Дік Баттон, серед жінок-одиночниць — НДРівська фігуристка Ґабі Зайферт на Чемпіонаті Європи з фігурного катання в 1968 році.
Четверний рітбергер вперше успішно виконав японський фігурист Юдзуру Ханю в 2016 році на змаганні серії «Челенджер» CS Autumn Classic International.